# سیارک ۴۸۰۵
سیارک ۴۸۰۵ (به انگلیسی: 4805 Asteropaios، نامگذاری:1990VH7) چهار هزار و هشتصد و پنجمین سیارک کشف شده‌است که در ۱۳ نوامبر ۱۹۹۰ کشف شد.
قدر مطلق سیارک برابر ۱۰٫۱۰ است.